# ماكس توبياس
ماكس توبياس، من مواليد 1886 في بلجيكا، لاعب كرة قدم بلجيكي سابق.
بدأ مسيرته الكروية مع أحد أندية بلجيكا، وبعدها انتقل إلى إيه سي ميلان في موسم 1910\1911، ولعب مع الميلان موسم واحد كان خلالها كابتن الفريق.

## روابط خارجية
- ماكس توبياس على موقع الاتحاد البلجيكي (الإنجليزية)
- ماكس توبياس على موقع قاعدة بيانات كرة القدم.إي يو (الإنجليزية)
- ماكس توبياس على موقع ناشيونال فوتبول تيمز (الإنجليزية)
- ماكس توبياس على موقع عالم كرة القدم.نت (الإنجليزية)